# Ida Lien
Ida Lien (Drammen, 5 de abril de 1997) es una deportista noruega que compite en biatlón.
Ganó una medalla de oro en el Campeonato Mundial de Biatlón de 2021 y cuatro medallas en el Campeonato Europeo de Biatlón, en los años 2000 y 2024.
Participó en los Juegos Olímpicos de Pekín 2022, ocupando el cuarto lugar en la prueba por relevos.

## Palmarés internacional
| Campeonato Mundial | Campeonato Mundial           | Campeonato Mundial | Campeonato Mundial |
| Año                | Lugar                        | Medalla            | Prueba             |
| ------------------ | ---------------------------- | ------------------ | ------------------ |
| 2021               | Pokljuka (Eslovenia)         | Medalla de oro     | Relevo             |
| Campeonato Europeo |                              |                    |                    |
| Año                | Lugar                        | Medalla            | Prueba             |
| 2020               | Minsk-Raubichi (Bielorrusia) | Medalla de plata   | Velocidad          |
| 2020               | Minsk-Raubichi (Bielorrusia) | Medalla de bronce  | Relevo mixto       |
| 2024               | Osrblie (Eslovaquia)         | Medalla de oro     | Velocidad          |
| 2024               | Osrblie (Eslovaquia)         | Medalla de oro     | Relevo mixto       |